# Монсы
Монсы — семья, одно время возвысившаяся в царствование Петра I.
1. Тиллеман Монс + Маргарита Роббен
  1. Иоганн Георг Монс (варианты фамилии — Монет, Мунет, Монсиана; (?—1698), уроженец города Миндена (Везер) + Матрёна (Модеста или Матильда) Ефимовна Могерфляйш (Могрелис; 1653 — 04.10.1717)
    1. Филимон
    2. Монс, Анна Ивановна — фаворитка Петра I
    3. Монс, Виллим Иванович
    4. Балк, Матрёна Ивановна

При императорском дворе Монсы пытались возводить своё происхождение к галльским дворянам Моэнс де ла Круа.